# Sanday (Binnen-Hebriden)
Sanday (Schots-Gaelisch:Sandaigh) is een getijdeneiland dat bij laagtij verbonden is met Canna en deel uitmaakt van de Schotse Binnen-Hebriden. Net zoals Canna is het eiland eigendom van National Trust for Scotland (NTS).
In 1905 werd een voetgangersbrug gebouwd die Sanday verbindt met Canna om zo leerlingen de mogelijkheid te geven naar de school op Canna te gaan onafhankelijk van het getij. In 2005 is deze brug ingestort en in april 2006 vervangen door een verkeersbrug.